# Jules Véran
Jules Véran (* 6. Juli 1868 in Beaucaire; † 3. Dezember 1960 in Montpellier) war ein französischer Journalist, Romanist und Provenzalist.

## Werke

### Provenzalistik
- La femme dans l’œuvre du poète Théodore Aubanel, in: Revue des langues romanes 44, 1901
- (mit Ernest Gaubert) Anthologie de l'amour provençal, Paris 1909 (Vorwort von Joseph Anglade)
- De Dante à Mistral. Les Troubadours. St François d'Assise. Dante. Pétrarque. Mistral, Paris 1922
- La Jeunesse de Frédéric Mistral et la belle histoire de "Mireille", Paris 1930
- Sur un manuscrit de "Mireille". Le génie au travail, in: Etudes françaises 27, 1932
- Le Régionalisme et le redressement français, Toulouse 1943
- Les Poétesses provençales du Moyen âge et de nos jours, Paris 1946

### Weitere Werke
- "Malachie Frizet", auteur du cantique provençal "Prouvençau è Catouli", Dominique Seguin éditeur, Avignon 1919
- Et il ne devait plus y avoir de guerre, Paris 1919
- Comment on devient député, sénateur, ministre, Paris 1924
- En faisant la queue, ou les Spectacles du jour, Paris/Montpellier 1942
- Le combat de Montferrier. La Libération de Montpellier août 1944, Paris/Montpellier/Straßburg 1945